# Bismarckbrücke (Saarbrücken)

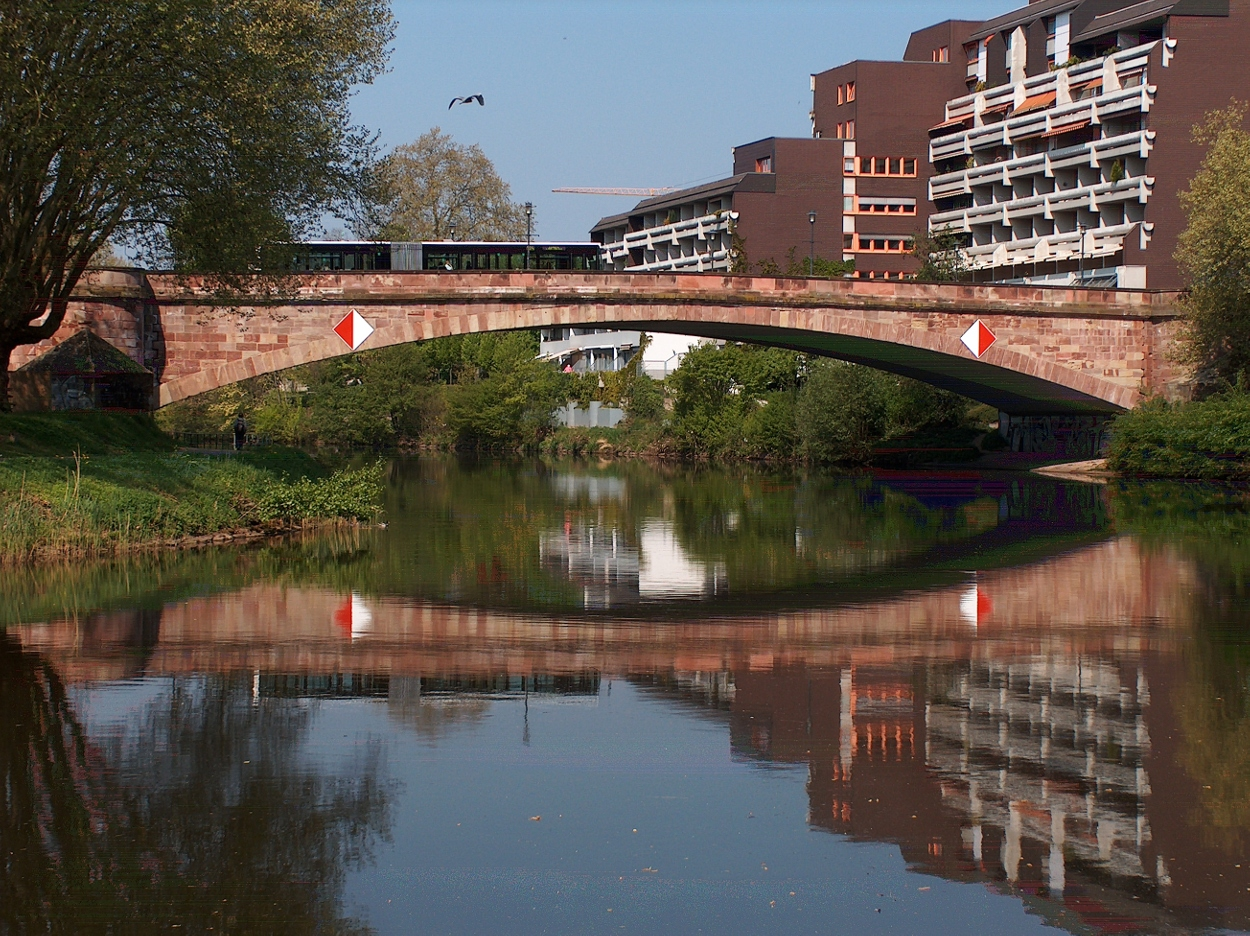
Die Bismarckbrücke

Die Bismarckbrücke ist eine Straßenbrücke über der Saar in Saarbrücken und steht unter Denkmalschutz. Die Brücke verlängert die Paul-Marien-Straße im Stadtteil St. Johann, überquert die Saar und mündet in einem Verkehrskreisel. Hier kann man auf die A 620 fahren oder nach Alt-Saarbrücken (rechts) oder St. Arnual (links) einbiegen. Auf St. Johanner Seite beginnt bei der Brücke die Parkanlage Staden, auf der anderen Saarseite befindet sich der Park Bismarckanlage, der zwischen 1910 und 1920 errichtet wurde und heute zum Ensemble Staden gezählt wird.
Die Bismarckbrücke wurde von 1913 bis 1915 nach Plänen von Paul Meissner errichtet. Ursprünglich war die Brücke aus Stein gebaut, nach der Zerstörung im Zweiten Weltkrieg wurde sie als Stahlbetonbrücke mit Sandsteinverkleidung wiedererrichtet. Die Brücke wurde dabei wie ursprünglich mit einem großen Bogen über die Saar und kleineren Rundbögen auf der Landseite im Süden erbaut.
Im Rahmen der Lichtinstallation „Flusslicht“ von Martin Fell wurden 2017 auf beiden Uferseiten der Saar je ein Scheinwerfer an der Brücke installiert, welche abendlich die Saar anstrahlen, sodass das Licht auf die Unterseite der Brücke reflektiert wird und dort Wellen bildet. Das am 24. November 2017 gestartete Projekt war zunächst für vier Jahre finanziert. Im November 2021 wurde von der Stadt entschieden, den Wartungsauftrag für die Lichtinstallation des zwischenzeitlich Ende 2020 verstorbenen jungen Künstlers um weitere vier Jahre zu verlängern.